# Ouragan Wilma
L'ouragan Wilma est la 22e tempête tropicale de la saison cyclonique 2005, dépassant ainsi la saison cyclonique 1933, et le 12e ouragan enregistré dans le bassin de l'océan Atlantique en 2005. C'est le 4e ouragan de catégorie 5 de la saison cyclonique 2005, après Emily, Katrina et Rita, laissant désormais loin le record de deux ouragans de catégorie 5 en 1960 et 1961. C'est la première utilisation de la lettre W, et par conséquent, du nom Wilma.
Wilma est l'ouragan le plus intense jamais observé sur le bassin cyclonique de l'océan Atlantique nord, avec une pression barométrique centrale de 882 hPa (18 octobre 2005 à 8 h EDT). Le record précédent avait été atteint par l'ouragan Gilbert en 1988 (888 hPa).

## Préparatifs

### Mexique
À 17 h EDT le 18 octobre, une veille d'ouragan est mise en place le long du Yucatán. Le jour suivant à 11 h EDT, le gouvernement mexicain émet un avertissement d'ouragan de Chetumal à San Felipe.

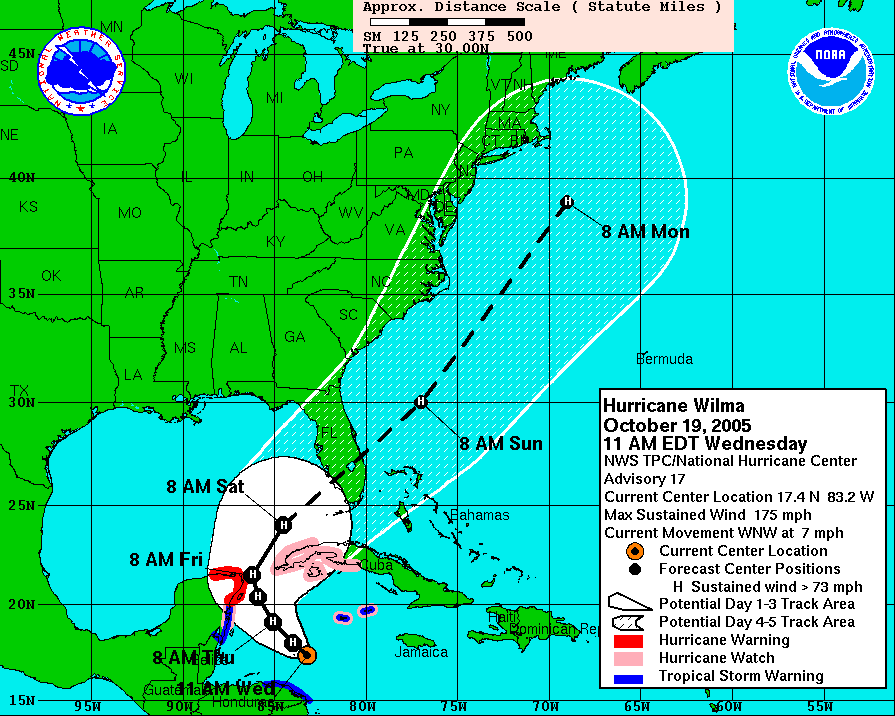
prévision de passage de Wilma.

Le gouvernement mexicain étend l'avertissement de tempête tropicale vers l'ouest jusqu'à Celestún le jour même à 19 h EDT.
Au total, 75 000 personnes ont dû être évacuées.

### Cuba
À 17 h EDT le 18 octobre, une veille d'ouragan est déjà en place dans l'ouest de Cuba de Pinar del Rio jusqu'à la Province du Matanzas. Cette veille d'ouragan sera remplacée par un avertissement d'ouragan à 16 h EDT le 22 octobre.
Cuba a dû mobiliser un peu moins de 100 000 travailleurs pour faire évacuer les 750 000 habitants des zones concernées. Les écoles, hôtels et autres entreprises sont restées fermées pendant toute la durée du passage de l'ouragan ainsi que 3 aéroports qui ont stoppé leurs activités ce qui a causé le report des vols.

### Floride
Durant le passage de Wilma sur les côtes mexicaines, le National Hurricane Center a commencé à émettre des veilles d'ouragans couvrant une grande majorité de la Floride. Le 22 octobre à 16 h EDT, un avertissement d'ouragan a été émis pour le sud de la Floride. Un avertissement d'ouragan sera mis en place dans le nord-ouest des Bahamas.
Les écoles dans la région seront fermées et de nombreux matchs et festival seront reportés.
Entre 300 et 1 000 habitants ont été évacués dans les Bahamas.

## Évolution météorologique

### Genèse
Pendant la deuxième semaine d'octobre 2005, une très large perturbation tropicale s'est développée au-dessus de la mer des Caraïbes. Traversée par plusieurs ondes tropicales, la section sud-ouest de la perturbation s'intensifia et, le 14 octobre, développa une dépression à proximité de la Jamaïque. Le 15 octobre, vers 18 h UTC, la circulation cyclonique de surface du système était assez bien définie pour que le National Hurricane Center du Tropical Prediction Center américain la désigne dépression tropicale, à 350 km de l'île de Grand Cayman.
La dépression se déplaça lentement selon une direction ouest-sud-ouest (16 octobre), puis sud-sud-ouest, en s'intensifiant lentement. Le 17 octobre à 6 h UTC, le système devint tempête tropicale, que le NHC baptisa Wilma. Le 18 octobre, à 0 h UTC, Wilma tourna vers l'ouest-nord-ouest en devenant ouragan.

### Maturité

Graphique des tendances de pression, des vents et de vitesse de déplacement de Wilma.

#### Intensification en ouragan de catégorie 5
Plus tard le 18 octobre 2005, Wilma entama un épisode d'intensification prononcé. À 6 h UTC le 19 octobre, les vents soutenus atteignaient les 275 km/h, faisant Wilma le 4e ouragan de catégorie 5 de la saison 2005.
La tempête atteignit son intensité maximale vers 12 h UTC, avec des vents soutenus à près de 295 km/h, battant plusieurs records :
- plus basse pression barométrique enregistrée au niveau de la mer dans l'océan Atlantique : mesurée à 882 hPa, Wilma a battu le record de l'ouragan Gilbert de 1988 (888 hPa) ;
- plus petit œil pour un cyclone tropical : avec 4 km de diamètre, l'œil de Wilma a été le plus petit jamais observé ;
- l'intensification la plus rapide pour un cyclone tropical : passant de la tempête tropicale à 110 km/h au super-ouragan de 290 km/h en 24 heures, Wilma n'a respecté aucun pronostic.

Wilma demeura un ouragan de catégorie 5 jusqu'au 20 octobre 2005. Ce jour-là, les vents soutenus du cyclone faiblirent à 240 km/h et le mini-œil fut remplacé par un très large œil de 74 km.

#### Passage sur le Yucatán
Tôt le 21 octobre, l'anticyclone qui dominait la circulation au-dessus du Golfe du Mexique commença à faiblir. Wilma tourna vers le nord-ouest, se dirigeant vers la péninsule du Yucatán (Mexique). Vers 21 h 45 UTC, l'œil du cyclone de catégorie 4 atteignit l'île de Cozumel. Le 22 octobre, vers 3 h UTC, Wilma traversa la côte de la péninsule du Yucatán. L'anticyclone s'étant dissipé, l'ouragan put se déplacer vers le nord, ravageant les secteurs qu'il traversa. Le passage sur les terres affaiblit progressivement la tempête. Le 23 octobre, vers 0 h UTC, l'ouragan émergea dans le golfe du Mexique, avec des vents de 155 km/h. En tant qu'ouragan de catégorie 2, Wilma était demeuré un ouragan très large, puissant et organisé.

#### Passage en Floride

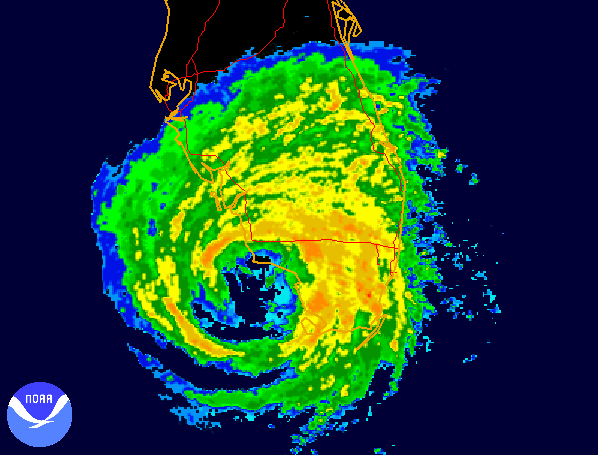
Image des précipitations de Wilma par le radar météorologique du sud de la Floride.

Un puissant courant-jet qui se déplaçait au-dessus des États-Unis entraîna Wilma vers le nord-est, soit vers le sud de la Floride. Bien que le cisaillement du vent fût important dans le golfe du Mexique, l'ouragan s'intensifia, atteignant la catégorie 3. Au nord-ouest de l'ouragan, un vigoureux front froid associé au courant-jet commença à pousser l'ouragan, ce qui le fit accélérer jusqu'à 45 km/h.
Le 24 octobre, vers 10 h 30 UTC, Wilma toucha terre près du cap Romano en Floride, avec des vents soutenus à 195 km/h. Après avoir traversé la Floride pendant quatre heures et demie, l'œil de Wilma émergea dans l'océan Atlantique au sud-est de Jupiter (Floride), vers 15 h UTC, entouré de vents soutenus à 175 km/h (catégorie 2).

### Dégénérescence
Peu après avoir traversé la Floride, et atteint l'île de Grand Bahama (Bahamas), l'ouragan Wilma s'intensifia de nouveau. Le 25 octobre, à 0 h UTC, les vents soutenus ont atteint les 205 km/h.
Par la suite, voyageant à toute allure dans l'océan Atlantique ouest (à une vitesse dépassant les 95 km/h par moments), Wilma perdit de l'intensité face à des conditions de plus en plus défavorables. Le cyclone devint extratropical le 26 octobre à 0 h UTC et était situé à 370 km au sud-est d'Halifax (Nouvelle-Écosse, Canada). Le courant-jet dissocia lentement l'ouragan. Le 27 octobre, les restes de Wilma furent intégrés à un autre cyclone extratropical.

## Bilan
| Pays         | Morts directs | Morts indirects | Disparus | Blessés |
| ------------ | ------------- | --------------- | -------- | ------- |
| Floride (US) | 5             | 31              | -        | 1       |
| Haïti        | 12            | -               | -        | -       |
| Mexique      | 4             | 4               | -        | -       |
| Cuba         | 0             | 4               | -        | 16      |
| Jamaïque     | 1             | -               | -        | -       |
| Bahamas      | 1             | -               | -        | -       |
| Total        | 23            | 39              | -        | 17      |

### Haïti
Douze personnes sont mortes par suite de glissements de terrain provoqués par les pluies diluviennes de Wilma.

### Jamaïque
Les pluies diluviennes, tombant jusqu'à 50 millimètres à l'heure, ont provoqué des inondations généralisées et des glissements de terrain qui ont endommagé plusieurs résidences. Plusieurs communautés ont été isolées en raison des dommages considérables aux routes.
Un homme a été emporté par un glissement de terrain, seul mort à déplorer en sol jamaïcain.

### Mexique
Sur l'île de Cozumel et la péninsule du Yucatán, les autorités ont rapporté sept morts directement reliées à Wilma.
On rapporte des dégâts considérables aux hôtels et autres structures des secteurs touristiques (Cozumel, Cancún, Playa del Carmen).
La puissante marée de tempête, mesurée à 1,8 m, a causé de fortes inondations dans les secteurs avoisinant Cancún.
À Playa del Carmen, plus de 1 000 résidences ont été sévèrement endommagées. On a même observé certains immeubles inondés jusqu'au 3e étage.

### Cuba
Toute l'île a été affectée par Wilma. L'Est du pays a été touché pendant la formation du cyclone tropical. L'Ouest n'a été affecté que plusieurs jours plus tard, lorsque Wilma quittait la péninsule du Yucatán.
Les autorités cubaines ont estimé que Wilma leur aura coûté 704,2 millions USD.

#### Est de Cuba
Les provinces du sud-est (soit Guantánamo, Santiago de Cuba et Granma) ont reçu jusqu'à 330 mm de précipitations en quelques jours, causant des inondations et des glissements de terrain.
Un journal cubain (Granma) a rapporté 255 maisons sévèrement endommagées ou détruites à Santiago de Cuba.
Des sections de l'autoroute de Sevilla-Guamá-Santiago de Cuba sont devenues impraticables car inondées. Un glissement de terrain a également bloqué la route de Cordovelo-Loma Blanca.

#### Ouest de Cuba
La puissante marée de tempête occasionnée par la présence de Wilma à proximité de l'île a causé des inondations dans l'ouest du pays, notamment à La Havane. Les vents puissants (jusqu'à 140 km/h) ont causé des dommages dans les mêmes secteurs.
Des gens ont été rapportés disparus, mais les autorités cubaines ont confirmé l'absence de mortalités reliées directement à Wilma.
Lors de l'évacuation des zones exposées, un autobus transportant des évacués a été impliqué dans un accident, tuant quatre personnes, dont trois touristes étrangers.

### États-Unis

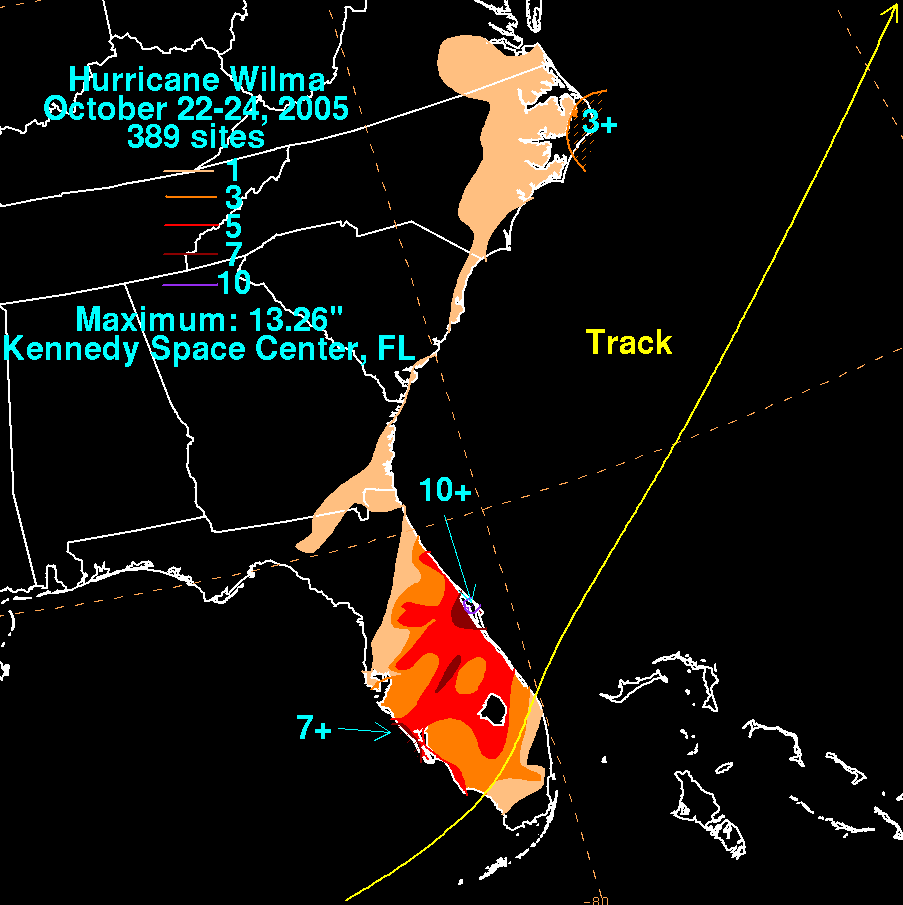
Accumulation de pluie sur la côte est des États-Unis
(1 pouce = 25.4 mm)

#### Floride

##### Keys

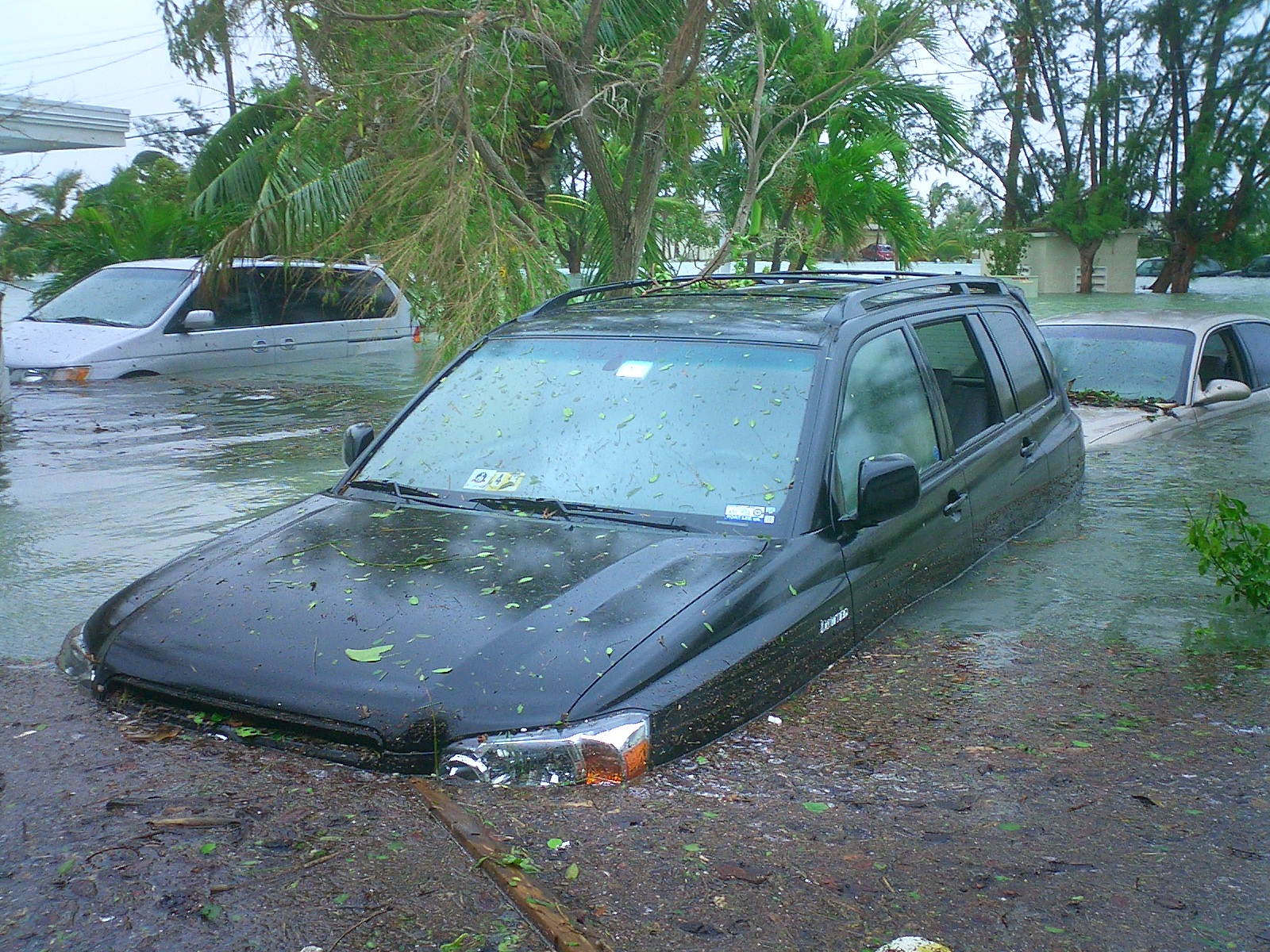
Inondation par l'onde de tempête causée par Wilma à Key Haven, Key West.

La marée de tempête associée à Wilma, atteignant 2,5 mètres, a causé des inondations dans les îles. Les autorités de Key West ont rapporté des rues inondées, des milliers de résidences et véhicules submergés.

##### Floride continentale
Wilma a causé des dommages sur une large zone de la péninsule. Les autorités ont recensé de nombreux arbres déracinés, des vitres brisées, des toits très endommagés, des maisons mobiles détruites, des voitures renversées. Les agriculteurs ont eu des pertes significatives à leurs récoltes.
L'aéroport international de Miami a subi des dommages qui ont nécessité sa fermeture pendant plusieurs jours.
Les vents violents ont renversé des pylônes électriques, coupant l'électricité à 3,2 millions de résidences.
Au moins cinq mortalités ont été reliées directement à Wilma en sol floridien. Dans un cas, Il s'agit d'un homme qui est mort après avoir été transpercé par un arbre renversé au nord de Miami.
L'évaluation préliminaire des dommages assurés est d'environ 6,1 milliards USD. Le coût total du passage de Wilma en sol floridien est estimé à 12,2 milliards USD.

### Bahamas
Une marée de tempête de 3,7 m de hauteur a déferlé sur les îles bahamiennes, détruisant des centaines de maisons et noyant un très jeune enfant de 15 mois.
Sur l'île de Grand Bahamas, les autorités ont rapporté au moins un millier de sans-abri, leurs résidences ayant été détruites. Les dommages aux installations électriques ont été sévères, laissant sans service pendant plus de deux semaines les Bahamiens.
L'ouragan a frappé pendant le tournage de Pirates des Caraïbes 2, détruisant tous les décors.